# 미씽: 사라진 여자
《미씽: 사라진 여자》는 2016년 11월 30일에 개봉한 대한민국의 영화이다.

## 캐스팅
- 엄지원 : 이지선 역
- 공효진 : 한매 역
- 김희원 : 박성호 팀장 역
- 박해준 : 박현익 역
- 서하늬 : 장다은 역
- 김가률 : 한재인 역
- 전석찬 : 남 형사 역
- 이성욱 : 서 형사 역
- 조달환 : 민 변호사 역
- 고준 : 장진혁 역
- 장원영 : 한석호 역
- 김진구 : 석호 모 역
- 김지훈 : 김 이장 역
- 체리쉬 라미레즈 : 쑤안 역
- 길해연 : 시어머니 역
- 김선영 : 안마 시술소 주인 역
- 이용이 : 간병인 할머니 역
- 서은아 : 수련 역
- 박명신 : 10층 아줌마 역
- 주민하 : 10층 여자 역
- 백현우 : 형사 1 역
- 박찬홍 : 형사 2 역
- 홍성덕 : 김 형사 역
- 양종현 : 변호사 1 역
- 우기홍 : 변호사 2 역
- 황준원 : 변호사 3 역
- 권범택 : 판사 1 역
- 강문경 : 판사 2 역
- 영건 : ENG 기자 역
- 조성훈 : 김 팀장 역
- 김창욱 : 제작사 대표 역
- 최유송 : 선배 여기자 역
- 장효진 : 드라마 주연 남 역
- 서혜진 : 드라마 주연 여 역
- 이봉규 : 경비 아저씨 역
- 함성민 : 교복 소년 역
- 유안 : 조선족 보모 역
- 김지훈 : 원무과 직원 역
- 장영 : 레지던트 역
- 김영미 : 소아과 간호사 1 역
- 세율 : 소아과 간호사 2 역
- 송민혁 : 응급 환자 역
- 변진수 : 119 대원 역
- 김진욱 : 응급실 의사 역
- 김형근 : 파출소 경찰 역
- 만달 : 취객 역
- 이동희 : 택시기사 역
- 김미정 : 중국인 노파 역
- 권방현 : 곰돌이 소아과 간호사 역
- 염문경 : 여자 승무원 역
- 전병기 : 문신 남 역
- 주부진 : 동네 할머니 역
- 이도현 : 읍내 의사 역
- 박선주 : 읍내 간호사 역
- 신담수 : 충청도 경찰 역
- 김기호 : 불법 시술의사 역
- 박지슬 : 불법 시술보조 역
- 윤대열 : 여권 남 역
- 이미진 : 간호사 역
- 천성복 : 수박 가족 아빠 역
- 안해경 : 수박 가족 엄마 역
- 천중현 : 수박 가족 아들 역
- 천가윤 : 수박 가족 딸 역
- 김규엽 : 버블스타 역
- 정혜선 : 꿈의 풍선 역
- 박슬기 : 병원 환자 역
- 이세빈 : 3개월 다은 역
- 조혜리 : 6개월 다은 역
- 김예빈 : 3개월 재인 역
- 김유진 : 쑤안 아기 역
- 오창석 : 안마방 손님 역
- 김단비 : 안마방 종업원 1 역
- 송채원 : 안마방 종업원 2 역
- 황유미 : 안마방 종업원 3 역
- 정아영 : 불법시술 (대역)
- 한연주 : 동남아 여 역
- 조성봉 : 한국문화센터 운전기사 역
- 장유진 : 지선 수중 (대역)
- 이솔잎 : 한매 수중 (대역)
- 전진희 : 아이 엄마 역
- 조승연 : 보호자 1 역
- 김진옥 : 보호자 2 역
- 이현정 : 보호자 3 역
- 임선민 : 보호자 4 역
- 임영: 보호자 5 역

## 수상
- 2017년 제37회 황금촬영상 최우수 여우주연상 - 공효진
- 2018년 제7회 마리끌레르 영화제 마리끌레르상 - 엄지원